# Kagloryuak River
Kagloryuak River är ett vattendrag i Kanada.   Det ligger i  Nunavut och Northwest Territories, i den norra delen av landet, 3 400 km nordväst om huvudstaden Ottawa.
Trakten runt Kagloryuak River består i huvudsak av gräsmarker. Trakten runt Kagloryuak River är nära nog obefolkad, med mindre än två invånare per kvadratkilometer.